# 麦哲伦望远镜
麦哲伦望远镜（英語：Magellan telescopes）是位于智利拉斯坎帕纳斯天文台的2台6.5米口径光学望远镜，是华盛顿卡内基研究所天文台（OCIW）与美国亚利桑那大学、哈佛大学、密歇根大学、麻省理工学院合作建造的，由华盛顿卡内基研究所天文台负责管理运行。其中第一台望远镜以美国天文学家沃尔特·巴德的名字命名，第二台以慈善家兰顿·克莱的名字命名。
麦哲伦望远镜计划始于1980年代中期，1993年华盛顿卡内基研究所与亚利桑那大学开始建造第一块主镜。1995年12月哈佛大学的加入和1996年2月密歇根大学、麻省理工学院的加入使得该计划有能力建造第二台望远镜。1999年11月，第一台望远镜的主镜从亚利桑那大学史都華天文台镜面实验室运抵拉斯坎帕纳斯天文台，2000年9月15日开始观测，同年12月9日正式开始运行。第二台望远镜的主镜于2001年7月运抵目的地，2002年9月7日开始观测。
本計劃以16世紀葡萄牙探險家斐迪南·麥哲倫命名。

麥哲倫望遠鏡和其他著名光學望遠鏡主鏡面積比較，點選影像可看大圖。

## 麥哲倫行星搜尋計畫
麥哲倫行星搜尋計畫（Magellan Planet Search Program）是以第二台望遠鏡克莱望遠鏡上的 MIKE 階梯光柵攝譜儀進行的太陽系外行星搜尋計畫。

## MagAO 自适应光学系統
2013年時，克萊望遠鏡啟用了裝設於次鏡的自适应光学系統 MagAO，因此可以獲得至今仍為最清晰的可見光影像。它可以解析出天球上角直徑只有0.02角秒的物體，相當於可見到160公里外的10美分硬币。
MagAO 原本預期是裝設在大雙筒望遠鏡，但在預定裝設前次鏡損毀。計畫主持人 Laird Close 和他的團隊成員因此修復並重新利用該損毀次鏡，並用於麥哲倫望遠鏡。原本計畫用於大雙筒望遠鏡時，次鏡的直徑為910 mm，但是次鏡的邊緣損毀。史都華天文台的技術人員因此將該次鏡重新裁切以去除損毀部分，直徑也縮小為850 mm。

## 圖集

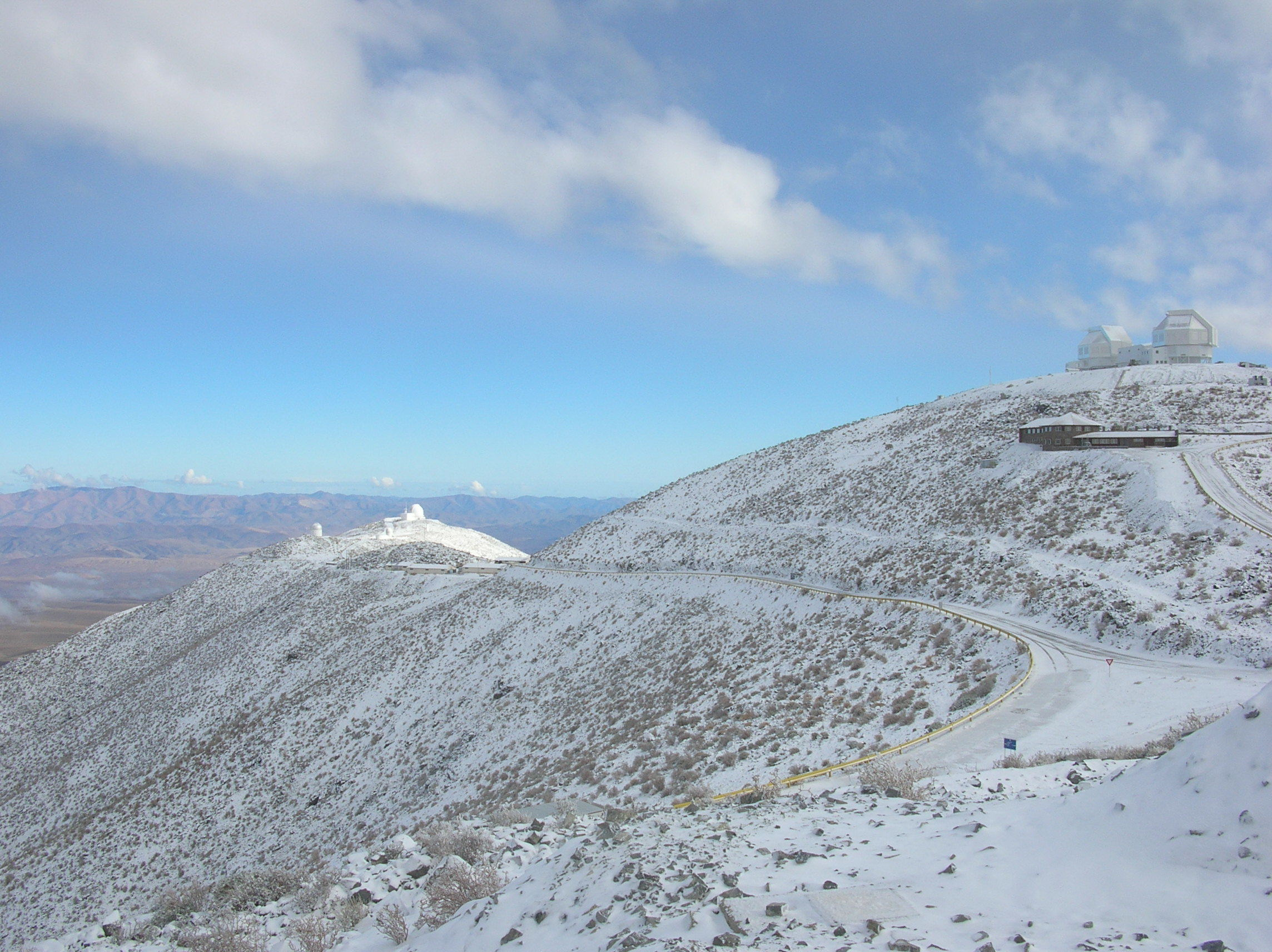
降雪後的拉斯坎帕纳斯天文台部分區域景色，麥哲倫望遠鏡位於右方。
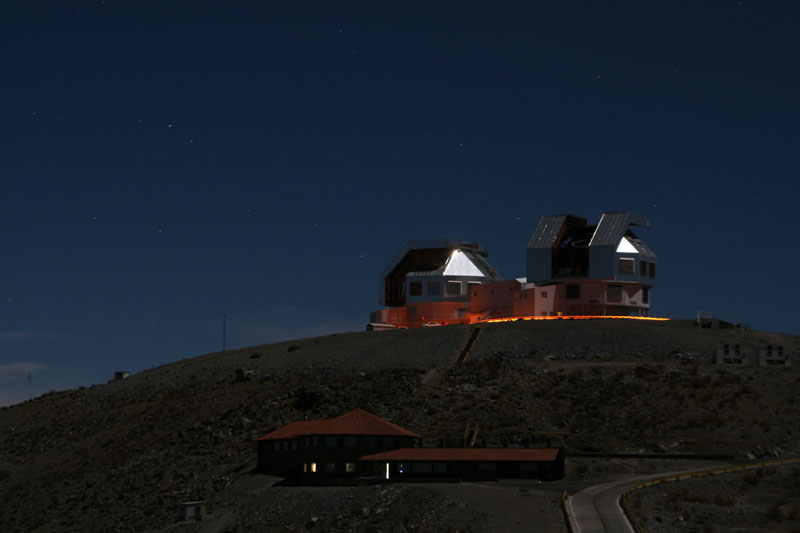
夜間的麥哲倫望遠鏡。